# 돌아온 뚝배기
《돌아온 뚝배기》는 2008년 6월 2일부터 2008년 10월 30일까지 방송했던 KBS 2TV 일일 드라마로 KBS 1TV 일일 드라마 《서울뚝배기》 리메이크 프로그램이었다.

## 기획 의도
본 드라마는 18년 전 KBS 1TV 일일 드라마 원작을 토대로 현시점에 맞게 재 각색된 드라마다.
가업으로 내려오는 설렁탕 전통의 맛을 고집스럽게 지켜오는 강사장의 장인 의식 그리고 그 주변 종업원들의 파란만장한 삶과 사랑을 웃음과 해학을 통해 엄숙하게 보여준다.
현실은 누구나 외롭고 피곤하지만 우리가 이웃에 대한 따뜻한 사랑과 연민을 잃지 않는 한, 인생은 아름답다라는 것을 이 드라마를 통해 보여주고 싶다.

## 제작진
- 극본 : 김운경
- 연출 : 이덕건
- 선임 프로듀서 : 한철경
- 제작 : 김희열
- 프로듀서 : 권계홍(KBS 드라마본부), 곽홍석(팬 엔터테인먼트)
- 조연출 : 이경식, 김문숙
- 진행 : 남기훈, 차동훈, 박동희
- 기록 : 오동희
- 섭외 : 유상대
- 촬영 : 안덕철
- 조명 : 조차현
- 미술 감독 : 심형근
- 편집 : 김금순
- 편집보 : 오경주
- 음악 감독 : 최철호
- 무술 감독 : 홍상석
- 스튜디오 카메라 감독 : 문영철, 이회국, 김도환, 이용우
- 기술 감독 : 장광운
- 스튜디오 조명 감독 : 심미섭
- 조명 : 염지웅, 김병천
- 영상 감독 : 손종수
- 음향 감독 : 천성태
- 음향 : 이후삼
- 제작 운영 : 조수익
- 캐스팅 : 주영길
- 야외 촬영 : 이홍규
- 야외 조명 : 오태진, 원창연, 안은상, 김환주, 김예진
- 발전차 : 최중혁
- 동시 녹음 : 성경환, 박성선, 남창현
- 장비팀 : 노영환, 윤대성, 정금영
- 렉카 : 우리
- 특수 효과 : 김홍진
- 보조 출연 : 대웅기획
- 소품 : 최원배, 최기호
- 의상 : 박영기, 유정석
- 의상 디자인 : 김소연
- 분장 : 박진아
- 미용 : 김지혜
- 장식 인테리어 : 양정혜
- 특수 영상 : 박준균
- 음악 효과 : 임효택
- 음향 효과 : 서홍식
- 홍보 : 남철우
- 웹 기획 : 차유미 최태영
- 웹 디자인 : 김민양
- 웹 개발 : 오정미
- 웹 제작 : 진영주, 전은선
- 포스터 디자인 : 이용희
- 사진 : 김형선

## 등장 인물
- 김성은 : 강혜경 역
- 강경준 : 박만봉 역
- 정민 : 김광호 역
- 오연서 : 서수진 역
- 김영철 : 강 사장 역
- 이경진 : 강옥자 역
- 정승호 : 안동팔 역
- 나영희 : 허정숙 역
- 이종남 : 염길순 역
- 이건 : 최완식 역
- 김은정 : 송윤정 역
- 강은비 : 한계숙 역
- 노형욱 : 김진성 역
- 김동현 : 장수곤 역
- 이일화 : 윤가영 역
- 김지현 : 김미순 역
- 이영유 : 박예린 역
- 김성환 : 서봉구 역
- 방은희 : 고선희 역
- 강인덕 : 강옥자의 전남편 역
- 한민채 : 세라 역
- 권오현

## 사운드 트랙
| #  | 제목     | 가수   | 재생 시간 |
| -- | -------- | ------ | --------- |
| 1. | 〈살짝〉 | 이주연 | 3:37      |

## 편성 변경
- 2008년 10월 30일 : 94회, 95회(최종회) 2회 연속방송.[2]

## 결방
- 2008년 7월 16일 : KBS 스포츠 올림픽 축구 대표 평가전 《한국 VS 과테말라》 중계 편성으로 인한 결방.[3]
- 2008년 8월 8일 : 《베이징 올림픽 특집 개그콘서트》 편성으로 인한 결방.[4]
- 2008년 8월 11일 : 7시부터 《베이징 올림픽》 중계 편성으로 인한 결방.
- 2008년 8월 12일 : 올림픽 연장전 방송 때문에 사전 예고 없이 결방.[5]
- 2008년 8월 13일 : 《2008 베이징 올림픽》 중계 편성으로 인한 결방.
- 2008년 8월 14일 : 《2008 베이징 올림픽》 중계 편성으로 인한 결방.
- 2008년 8월 15일 : 《여기는 베이징》 수영 남자 1500m 예선 편성으로 인한 결방.
- 2008년 9월 15일 : 7시 25분부터 《추석 특집 엄마가 뿔났다 스페셜》 편성으로 인한 결방.[6]
- 2008년 9월 19일 : 6시 20분부터 U-20 《한국 VS 아르헨티나》 축구 중계 편성으로 인한 결방.
- 2008년 10월 23일 : 프로야구 플레이오프 6차전 《삼성 라이온즈 VS 두산 베어스》 중계 편성으로 인한 결방.
- 2008년 10월 27일 : 5시 40분부터 프로야구 한국시리즈 2차전 《두산 베어스 VS SK 와이번스》 중계 편성으로 인한 결방.

## 참고 사항
- 이덕건 PD는 KBS 1TV 일일 드라마 《서울뚝배기》 조연출이었다.[7]
- 윤가영 역은 당초 박해미가 낙점되었으나 뮤지컬 《진짜 진짜 좋아해》 주인공으로 캐스팅되면서 거절하였고 이일화가 대신 출연하게 되었다.[8]
- 너무 오랜 세월이 흐른 뒤에 제작되어서 그런지 원작이 가진 '서민적인 감정'을 현대에 맞게 재해석하지 못했다는 평을 받았으며 결국 한자릿수 시청률을 기록하면서 기대 이하의 성적에 그쳤다.[2]
- KBS는 《돌아온 뚝배기》를 마지막으로 KBS 2TV 일일 드라마를 5년 동안 방송하지 않았으며 후속 프로그램은 《미워도 다시 한 번》을 편성할 예정이었으나 불발되면서 KBS 2TV 수목 드라마로 변경되었다.[9]
- 《인간극장》은 2006년 11월 20일부터 35분(7시 25분부터 8시) 동안 방송되었으나 KBS가 《돌아온 뚝배기》를 통해 KBS 2TV 일일 드라마를 재개하면서 2008년 봄 개편부터 월 ~ 금요일 오후 8시 20분에 편성되었다. 《돌아온 뚝배기》를 마지막으로 KBS 2TV 일일 드라마를 폐지함에 따라 《인간극장》은 2008년 11월 17일부터 월 ~ 목 오후 7시 25분, 2009년 1월 7일부터 월 ~ 화요일 오후 7시 25분, 2009년 3월 2일부터 월 ~ 금 오후 7시 25분에 방송 되었다.
- 방송인 김구라 아들 김동현의 데뷔 프로그램으로 극 중 장수곤 역을 맡았다.